# بیت حانون
بیت حانون، شهری متروکه در نوار غزه است که جمعیت آن پیش از جنگ غزه، ۵۲٬۲۳۷ نفر بود و امروزه تقریباً خالی از سکنه است. از ابتدای حمله اسرائیل به نوار غزه، این شهر، کانون درگیری بین اسرائیل و حماس بوده است.

## جغرافیا
«بیت حانون» مانند سایر بخش‌های نوار غزه در قلمرو دولت فلسطین قرار دارد. این شهر در کناره شمال شرقی نوار غزه در کنار چشمه حانون قرار دارد و فقط شش کیلومتر از شهر سدروت در خاک اسرائیل فاصله دارد و برخلاف شهر غزه، تقریباً همه جمعیت آن از اعراب بادیه‌نشین است که بیشتر از ۵٬۰۰۰ نفر از ساکنان آن، از قبیله «زانین» هستند.

## تاریخچه
از آنجا که قبلاً به علت خروج اسرائیل از نوار غزه در سال ۲۰۰۵، بیت حانون، پایگاه و مرکزی بود که حماس، موشک‌های قسام را به نواحی شمالی و ساکنان شهرهایی مانند سدیروت و گوش کاتیف قبل از تخلیه این مناطق شلیک می‌کردند. در نتیجه، اسرائیل گاهی این مناطق را با نیروی زرهی و توپ‌خانه و حملات هوایی در چندین عملیات مورد هدف قرار داده بود تا پرتاب راکت‌ها را از آنجا به اسرائیل متوقف کند.

## حمله ناگهانی ۱ نوامبر ۲۰۰۶
در حمله ۱ نوامبر ۲۰۰۶، شش فلسطینی و یک سرباز اسرائیلی کشته و ۳۵ نفر در بیت حانون توسط نیروهای دفاعی اسرائیل زخمی‌شدند. این حمله شامل سه حمله هوایی، شصت تانک که توسط هلیکوپترهای توپدار و غیره پشتیبانی می‌شدند، بود. خبرگزاری فرانسه گزارش داد که سه خانه توسط بولدوزرهای اسرائیلی و تعدادی خانه‌های دیگر هم توسط توپ‌ها و سلاح‌های تانک‌ها، تخریب و منهدم شدند. رئیس دولت فلسطین، محمود عباس و نیز نخست‌وزیر دولت فلسطین، اسماعیل هنیه، این حمله را مانند کشتار جمعی توصیف و از آن انتقاد کردند.

## تیراندازی‌های ۳ نوامبر ۲۰۰۶
در ۳ نوامبر ۲۰۰۶، یکی دو زن فلسطینی کشته و ده نفر دیگر توسط آتش نظامیان اسرائیلی مجروح شدند. زنها در خارج یک مسجد در بیت حانون بعد از درخواست ایستگاه رادیوی محلی گرد آمده بودند که از مبارزان فلسطینی که در داخل آنجا سنگر گرفته‌اند، حمایت کنند. نظامیان اسرائیلی گفتند که سربازان آنها دو شبه نظامی فلسطینی را که در میان ازدحام جماعت زنان مخفی شده بودند، هدف گرفته بودند. پانویس توضیحی تلویزیون رویترز شبه نظامیانی را که در میان ازدحام جماعت زنان مخفی شده بودند، نشان نداد و هنوز ارتش اسرائیل ادعا می‌کند چنین چیزی حقیقت داشته است.
نخست‌وزیر دولت فلسطین، اسماعیل هنیه، این زنان را ستایش و تمجید کرد و گفت «... بگذارید این اعتراض به محاصره بیت حانون پایان دهد»

## حمله ۲۴ ژوئیه ۲۰۱۴
در ۲۴ ژوئیه چهار تانک اسرائیلی به یک مدرسه تحت مدیریت آژانس کار و رفاه سازمان ملل در شهر بیت حانون در شمال غزه شلیک کردند که باعث کشته شدن ۱۶ انسان و جراحت ده‌ها شهروند دیگر شد که به آن مدرسه پناه برده بودند.

## عملیات نظامی ۲۰۲۵
ارتش اسرائیل (IDF) در ۲۴ آوریل ۲۰۲۵، اخطاریه تخلیه برای ساکنان بیت‌حانون و محله شیخ زاید صادر کرد و از آن‌ها خواست به سمت شهر غزه حرکت کنند. این اخطار به دلیل حملات تک‌تیراندازان و فعالیت‌های گروه‌های مسلح در منطقه اعلام شد.
در ۱۹ مارس ۲۰۲۵، گزارش شد که ساکنان بیت‌حانون به دلیل تهاجم جدید اسرائیل به سمت جبالیا آواره شده‌اند.
عملیات زمینی ارتش اسرائیل در بیت‌حانون از ۲۲ مارس ۲۰۲۵ از سر گرفته شد تا زیرساخت‌های گروه حماس را تخریب کرده و منطقه حائل در نزدیکی مرز را گسترش دهد.

### حمله هوایی و تلفات
در ۲۶ آوریل ۲۰۲۵، یک حمله هوایی اسرائیل در بیت‌حانون منجر به کشته شدن یک فلسطینی شد. این حمله بخشی از عملیات گسترده‌تر بود که در همان روز در شهر غزه نیز سه نفر را در مدرسه الفارابی کشت.
در ۲۲ آوریل ۲۰۲۵، حملات هوایی اسرائیل در بیت‌حانون، بیت‌لاهیا، خان‌یونس و شهر غزه منجر به کشته شدن ۷ غیرنظامی شد.
در ۱۵ مارس ۲۰۲۵، حمله پهپادی اسرائیل به بیت‌لاهیا (نزدیک بیت‌حانون) ۹ نفر، از جمله سه روزنامه‌نگار، را کشت. حماس این حمله را «کشتار وحشتناک» توصیف کرد.

### درگیری‌های مسلحانه
در ۱۹ آوریل ۲۰۲۵، گروه حماس به یک خودروی نظامی اسرائیلی در نزدیکی بیت‌حانون حمله کرد. این حمله در منطقه حائل تحت کنترل اسرائیل رخ داد و حماس ادعا کرد که نیروهایش در فاصله ۳۰۰ متری خط مرزی به نیروهای اسرائیلی حمله کرده‌اند.
در ۲۹ آوریل ۲۰۲۵، گزارش شد که دو شبه‌نظامی در حمله به یک جوخه اسرائیلی در بیت‌حانون کشته شدند.
پست‌های اخیر در شبکه اجتماعی ایکس نشان می‌دهند که درگیری‌های شدیدی در بیت‌حانون ادامه دارد و نیروهای حماس به رهبری حسین فیاض (که به «یحیی سنوار دوم» معروف است) مقاومت سنگینی در برابر نیروهای اسرائیلی نشان داده‌اند.

### وضعیت انسانی
در ۲۲ مارس ۲۰۲۵، صدها فلسطینی از بیت‌حانون و بیت‌لاهیا به دلیل تهاجم جدید اسرائیل آواره شدند و در شرایط غیرانسانی در نزدیکی یک محل دفن زباله در شهر غزه اسکان یافتند، که خطر بیماری را افزایش داده است.